# Vibilia longicarpus
Vibilia longicarpus är en kräftdjursart som beskrevs av Behning 1913. Vibilia longicarpus ingår i släktet Vibilia och familjen Vibiliidae. Inga underarter finns listade i Catalogue of Life.